# 邱峻
邱 峻（きゅう しゅん、チォウ・ジュン、1982年8月27日 - ）は、中国の囲碁棋士。上海市出身、中国囲棋協会所属、九段。21歳で名人戦優勝は最年少記録。全国囲棋個人戦2回優勝、三星火災杯世界囲碁マスターズ準優勝など。

## 経歴
父は上海囲碁チーム監督の邱鑫。13歳で上海と国家少年隊入りし、兪斌を師とする。1995年入段。1998年四段時に全国囲棋個人戦優勝。新人王戦で1999年、2002年準優勝、2004年に決勝で王檄を2-1で破って優勝。2000年六段。名人戦では1998年にリーグ入り、2001年には挑戦者決定戦で常昊に1-2で敗退、2003年の準決勝の兪斌戦が4コウ無勝負となり再戦して敗退。2004年に挑戦者となり周鶴洋を3-2で破って初タイトル、21歳での名人は最年少記録となった。同年中韓新人王戦で安祚永を2-0で破り、七段昇段。2006年八段。2009年三星火災杯世界囲碁マスターズ決勝に進み、孔傑に0-2で準優勝。2011年に世界囲碁選手権富士通杯決勝で朴廷桓に敗れ準優勝。
2014年衢州・爛柯杯中国囲棋冠軍戦ベスト4。2015年に百霊愛透杯準優勝。
中国棋士ランキングでは、2003年に10位、2005-6年8位。甲級リーグ戦では上海チームに所属。

### タイトル歴
- 全国囲棋個人戦 1998、2004年
- 新人王戦 2004年
- 中韓新人王対抗戦 2004年 2-0 安祚永
- 名人戦 2004年
- NEC杯囲棋賽 2007年
- リコー杯囲棋戦 2008年
- 倡棋杯中国プロ囲棋選手権戦 2008年(第5期)
- 阿含・桐山杯中国囲棋快棋公開戦 2010年
- 阿含・桐山杯日中決戦 2010年（○山下敬吾）

### 他の棋歴
国際棋戦
- 三星火災杯世界囲碁マスターズ 準優勝 2009年、ベスト8 2013年
- 世界囲碁選手権富士通杯 準優勝 2011年、3位 2010年、ベスト8 1999年
- 百霊愛透杯世界囲碁オープン戦 準優勝 2015年
- LG杯世界棋王戦 ベスト8 2006、09、11年
- 農心辛ラーメン杯世界囲碁最強戦
  - 2000年 0-1（×睦鎮碩）
  - 2009年 0-1（×姜東潤）
- 千灯杯海峡両岸都市囲棋対抗戦 2011年 1-1（×林至涵、○陳詩淵）
- 国手山脈杯国際囲棋戦 2014年 2-1（×金顕燦、○金昇宰、○金顕燦）

国内棋戦
- 新人王戦 準優勝 1999、2002年
- 棋聖戦 六段戦優勝 2001年
- 阿含・桐山杯中国囲棋快棋公開戦 準優勝 2005年
- リコー杯囲棋混双戦優勝 2011年（魯佳とペア）
- 中華人民共和国全国体育大会 2010年男子個人戦5位
- 全国智力運動会 2011年男子団体戦5位（上海チーム）
- 中国囲棋甲級リーグ戦
  - 1999年（上海時代巨盛、2位）3-2
  - 2000年（上海移動通信、4位）12-10
  - 2001年（上海移動通信、2位）9-7
  - 2002年（上海移動通信、4位）12-7
  - 2003年（上海移動通信、2位）11-7
  - 2004年（上海移動通信、優勝）15-6
  - 2005年（上海移動通信、優勝）16-6
  - 2006年（上海移動通信、7位）12-10
  - 2007年（中国移動上海、優勝）13-9
  - 2008年（中国移動上海、3位）12-9
  - 2009年（中国移動上海）14-8
  - 2010年（中国移動上海）14-8
  - 2011年（中国移動上海）14-8
  - 2012年（中国移動上海）12-10
  - 2013年（中国移動上海）10-12
  - 2014年（中国移動上海）13-9
  - 2015年（中国移動上海）
- 中国囲棋名人厦門国貿杯招待戦 2014年 2-1（○檀嘯、×陳耀燁、○周鶴洋）

日本の棋戦
- 鳳凰杯オープントーナメント戦 優勝 2005、06年